# Instytut Badania Zagadnień Krajowych
Instytut Badania Zagadnień Krajowych (ang. Research Institute for the Contemporary Affairs of Poland) – polska emigracyjna placówka istniejąca od 1951 do 1991 roku w Londynie. Zadaniem tej instytucji było monitorowanie sytuacji wewnętrznej Polski we wszystkich możliwych aspektach życia społecznego oraz przygotowywanie naukowych raportów i analiz dla potrzeb Rządu RP oraz upowszechnianie ich w środowiskach emigracji, a w miarę możliwości także w kraju.

## Historia
Został założony 17 września 1951 z inicjatywy ówczesnego ministra spraw krajowych Rządu RP Mikołaja Dolanowskiego. Założycielami byli też Stefan Mękarski, Józef Maria Poniatowski. Badawczo-analityczna działalność IBZK miała ułatwiać Rządowi RP w Londynie kreowanie odpowiedniej polityki wobec kraju. Przez cały czas funkcjonowania, instytut wspierany był finansowo przez polskie władze emigracyjne. Instytut w 1952 roku posiadał ponad 150 członków. Początkowo jego działalność koncentrowała się na publicznych odczytach i dyskusjach, organizowanych przez jego sekcje oraz wydawaniu „Komunikatów” Komisji Źródeł i Materiałów” oraz Komisji do Badania Sytuacji na Ziemiach RP wcielonych do ZSRS, a także „Biuletynu Informacyjnego” i „Biuletynu Radiowego”, przeznaczonych dla emigracyjnej prasy, sekcji polskiej BBC i rozgłośni Wolna Europa (od 1952). Niebawem zaczęto wydawać rocznik „Studia Krajowe”, które były głównym organem Instytutu. W 1958 roku „Studia Krajowe” przekształcone zostały na „Rocznik Spraw Krajowych” (pierwszy numer ukazał się w 1960 roku, redaktor Stefan Mękarski). Natomiast w miejsce „Studiów Krajowych” wydawano kwartalny biuletyn „Sprawy Krajowe”. 27 marca 1981 roku IBZK dokonał zmian statutowych, w których mocno zaakcentowano współpracę z niepodległościowymi środowiskami w Polsce, kładąc zarazem nacisk na prowadzenie wspólnych badań krajowych zagadnień politycznych. Po stanie wojennym współpracę z IBZK podjęli Jerzy Bukowski, Krzysztof Dybciak, Piotr Jegliński, Stefan Kurowski, Łukasz Czuma, Wojciech Ziembiński, Piotr Naimski. Rozwinięto wtedy akcję wydawniczą, głównie w języku angielskim Regularnie wydawano również „Kronikę wydarzeń krajowych” redagowana przez Romana Lewickiego, a od 1988 roku Ryszarda Czarneckiego. W tym okresie tym nadal działalność Instytutu koncentrowała się wyłącznie na wykładach i seminariach, które w większości prowadzili opozycjoniści z kraju. Działalność Instytutu Badania Zagadnień Krajowych zakończyła się 9 czerwca 1991 roku.

## Prezesi
- Edward Szczepanik 1951-1953
- Józef Maria Poniatowski 1953-1956
- Olgierd Stepan 1956-1965
- Witold Czerwiński 1965-1982
- Edward Szczepanik 1982-1986
- Bolesław Grzybowski 1986-1991